# Massimo Podenzana
Massimo Podenzana (La Spezia, Ligúria, 9 de juliol de 1961) és un ciclista italià, ja retirat, que fou professional entre 1987 i 2001. Actualment és director de l'equip Team Novo Nordisk.
En el seu palmarès destaquen dos campionats nacionals de ciclisme en ruta, el 1993 i 1994, una etapa del Giro d'Itàlia de 1988, edició en la què vestí el mallot rosa durant vuit etapes, i una al Tour de França de 1996.
Un cop retirat ha dirigit diferents equips.

## Palmarès
- 1985
  - 1r a la Coppa Cicogna
  -  Medalla de bronze als Campionat del món de 100 km contrarellotge per equips, amb Marcello Bartalini, Eros Poli i Claudio Vandelli
- 1986
  - 1r al Giro delle Valli Aretine
  -  Medalla de plata als Campionat del món de 100 km contrarellotge per equips, amb Mario Scirea, Eros Poli i Flavio Vanzella
- 1988
  - Vencedor d'una etapa al Giro d'Itàlia
- 1993
  -  Campió d'Itàlia en ruta
  - 1r al Gran Premi de Camaiore
  - 1r al Gran Premi de la Indústria i el Comerç de Prato
- 1994
  -  Campió d'Itàlia en ruta
  - 1r al Trofeu Melinda
- 1995
  - 1r al Giro de Toscana
- 1996
  - Vencedor d'una etapa del Tour de França
- 1999
  - 1r al Gran Premi de la indústria i l'artesanat de Larciano

### Resultats al Tour de França
- 1995. 26è de la classificació general
- 1996. 61è de la classificació general. Vencedor d'una etapa.
- 1997. 24è de la classificació general
- 1998. 37è de la classificació general
- 2000. 73è de la classificació general

### Resultats al Giro d'Itàlia
- 1987. No surt (12a etapa)
- 1988. 41è de la classificació general. Vencedor d'una etapa. Porta la maglia rosa durant 9 etapes
- 1989. Abandona (21a etapa)
- 1990. 37è de la classificació general
- 1991. 52è de la classificació general
- 1992. 79è de la classificació general
- 1993. 53è de la classificació general
- 1994. 7è de la classificació general
- 1995. No surt (14a etapa)
- 1997. 17è de la classificació general
- 1998. 11è de la classificació general
- 1999. No surt (21a etapa)

### Resultats a la Volta a Espanya
- 1993. 74è de la classificació general
- 1994. 29è de la classificació general